# 九龍巴士98R線
九龍巴士98R線是香港的一條巴士路線，由香港體育館往坑口（北），只在香港體育館舉行大型活動後提供服務，直達秀茂坪及將軍澳。
九龍巴士298R線是香港的一條巴士路線，由佐敦（匯民道）往坑口（北），只在西九文化區舉行大型活動後提供服務

## 歷史
- 2018年4月28日：98R線投入服務[1]。
- 2022年1月1日：配合西九文化區「香港跨年倒數演唱會」活動於該天凌晨結束，298R線投入服務。[2]

## 服務時間及班次
98R
- 香港體育館開：於活動完結後約15分鐘起提供服務，客滿即開

298R
- 佐敦（匯民道）開：於西九文化區活動完結後起提供服務，客滿即開

## 收費
(2)98R
全程：$19.1
| - 本線設有12歲以下小童及65歲或以上長者半價優惠。 - 65歲或以上香港居民使用「樂悠咭」，以及12歲以下合資格殘疾兒童使用「殘疾人士身份」個人八達通繳付車資，均可享有每程$2.0或半價（以較低者為準）的票價優惠；12至64歲合資格殘疾人士使用「殘疾人士身份」個人八達通（包括「樂悠咭」），以及60至64歲香港居民使用「樂悠咭」繳付車資，均可享有每程$2.0或全費（以較低者為準）的票價優惠。 - 65歲或以上長者如使用長者或一般個人八達通繳付車資，則只可享有半價優惠；12至64歲合資格殘疾人士如不使用「殘疾人士身份」個人八達通，以及60至64歲人士如不使用「樂悠咭」繳付車資，必須繳付全費。 - 乘客可以現金或八達通於上車時付款，不設找續。 - 每位成人乘客可免費攜帶最多兩名4歲以下而不佔座位的兒童乘客乘車，超額之4歲以下小童必須繳付小童車費乘車。 - 持有「九巴月票」之乘客在車票有效期內，每日可享最多10程任何九龍巴士及龍運巴士路線（包括本路線，以及聯營路線的九龍巴士／龍運巴士提供的班次；惟乘搭機場「A」及「NA」線則可享原價二七折優惠（不會計算每天10次合資格車程））；而B1線則每日可享最多各2程（不會計算每天10次合資格車程）。 - 九龍巴士、城巴、龍運巴士及陽光巴士全職員工及家屬（不包括外判職員）可免費乘搭本路線，惟必須拍職員或職員家屬八達通。 - 乘客亦可透過多元化電子支付系統（e度嘟）繳付車資，包括使用非接觸式VISA卡、JCB卡、萬事達卡、銀聯卡、美國運通、大來國際、Discover Card、Apple Pay、Google Pay、Samsung Pay、AlipayHK「易乘碼」、支付寶、WeChatHK／微信支付「搭車碼」、銀聯雲閃付「乘車碼」及BOC Pay「乘車碼」。乘客使用此付款方式，使用此支付方式的乘客可享有中途下車之分段收費，以及與其他九巴／龍運獨營路線或聯營線九巴／龍運班次之轉乘優惠，惟不適用於與非九巴／龍運路線之轉乘優惠，亦不能享有「公共交通費用補貼計劃」及「長者及合資格殘疾人士公共交通票價優惠計劃」。 |

## 行車路線
(2)98R
經：（匯民道、佐敦道、加士居道）暢運道、漆咸道北、東九龍走廊、啟德隧道、啟福道、觀塘繞道、將軍澳道、秀茂坪道、寶琳路、寶琳北路、寶豐路、欣景路、佳景路、寶琳北路、寶寧路、迴旋處、常寧路、重華路、培成路、常寧路、迴旋處及寶寧路。

### 沿線車站
(2)98R
| 香港體育館開(98R)                          | 香港體育館開(98R) | 香港體育館開(98R)                 | 佐敦（匯民道）開(298R)            | 佐敦（匯民道）開(298R)   | 佐敦（匯民道）開(298R)   |
| 序號                                       | 車站名稱          | 位置                              | 序號                              | 車站名稱                 | 位置                     |
| ------------------------------------------ | ----------------- | --------------------------------- | --------------------------------- | ------------------------ | ------------------------ |
| 1                                          | 香港體育館        | 暢運道                            | 1                                 | 西九龍站                 | 匯民道                   |
| （兩線在此交匯，其後路線及車站相同）       |                   |                                   |                                   |                          |                          |
| 東九龍走廊至啟德隧道、 觀塘繞道、 將軍澳道 |                   |                                   |                                   |                          |                          |
| 序號                                       | 序號              | 車站名稱                          | 車站名稱                          | 位置                     | 位置                     |
| 2                                          | 2                 | 曉光街                            | 曉光街                            | 秀茂坪道                 | 秀茂坪道                 |
| 3                                          | 3                 | 秀茂坪邨秀暉樓                    | 秀茂坪邨秀暉樓                    | 秀茂坪道                 | 秀茂坪道                 |
| 4                                          | 4                 | 寶達邨轉車站（N1）                | 寶達邨轉車站（N1）                | 寶琳路                   | 寶琳路                   |
| 5                                          | 5                 | 安達臣道                          | 安達臣道                          | 寶琳路                   | 寶琳路                   |
| 6                                          | 6                 | 馬游塘村                          | 馬游塘村                          | 寶琳路                   | 寶琳路                   |
| 7                                          | 7                 | 茅湖仔                            | 茅湖仔                            | 寶琳路                   | 寶琳路                   |
| 8                                          | 8                 | 康盛花園                          | 康盛花園                          | 寶琳北路                 | 寶琳北路                 |
| 9                                          | 9                 | 翠林邨                            | 翠林邨                            | 寶琳北路                 | 寶琳北路                 |
| 10                                         | 10                | 寶林消防局                        | 寶林消防局                        | 寶琳北路                 | 寶琳北路                 |
| 11                                         | 11                | 英明苑                            | 英明苑                            | 寶琳北路                 | 寶琳北路                 |
| 12                                         | 12                | 欣景路                            | 欣景路                            | 欣景路                   | 欣景路                   |
| 13                                         | 13                | 景林邨                            | 景林邨                            | 寶林北路                 | 寶林北路                 |
| 14                                         | 14                | 厚德邨                            | 厚德邨                            | 寶寧路                   | 寶寧路                   |
| 15                                         | 15                | 重華路                            | 重華路                            | 重華路                   | 重華路                   |
| 16                                         | 16                | 培成路                            | 培成路                            | 培成路                   | 培成路                   |
| 17                                         | 17                | 坑口（北）（將軍澳醫院） 巴士總站 | 坑口（北）（將軍澳醫院） 巴士總站 | 坑口（北）公共運輸交匯處 | 坑口（北）公共運輸交匯處 |

## 外部連結
- 681巴士總站-九巴98R線 （页面存档备份，存于）

1. 1 2   (PDF).   [2018-04-25]. （原始内容存档 (PDF)于2018-04-25）. （页面存档备份，存于）
2. ↑   (PDF).   [2022-01-31]. （原始内容存档 (PDF)于2021-12-30）. （页面存档备份，存于）